# Запорожский металлургический колледж
Запорожский металлургический колледж (укр. Запорізький металургійний коледж) — учебное заведение II уровня аккредитации, основанное в 1929 году для подготовки кадров металлургической промышленности города Запорожья. Структурное подразделение Запорожского национального университета (с 2019).
Колледж ведёт целевую подготовку по долгосрочным договорам с базовыми предприятиями ОАО «Запорожсталь», ОАО «Днепроспецсталь», ОАО «Запорожский завод ферросплавов», ОАО «Запорожогнеупор», ОАО «Мотор Сич», ГП «Запорожский титано-магниевый комбинат» и другими.

## История
Запорожский металлургический колледж — это бывший металлургический техникум. В 2007 году переименован в Запорожский металлургический колледж ЗГИА.
Осенью 1920 года Наркомпросом Украины был принято решение о ликвидации старших классов гимназий и реальных училищ. В результате в Александровске были созданы педагогический институт и химико-технологическая профессиональная школа с двухлетним сроком обучения. Они располагались в здании бывшего коммерческого училища (было разрушено во вторую мировую войну).
Растущая потребность в специалистах среднего звена для промышленных предприятий побудила к изменению целевой установки профессиональных школ.
Постановлением ноябрьского Пленума ЦК ВКП(б) 1929 года была проведена реорганизация профтехшкол в средние специальные учебные заведения, а на базе химико-технологической профессиональной школы был создан Запорожский химико-металлургический техникум. Возглавила техникум Белкина Р. В.
В 1931 году состоялся первый выпуск по специальностям: доменное, мартеновское, электрометаллургическое производство, термическая обработка металлов и аналитическая химия.
Это были годы интенсивной индустриализации страны. Создавался Запорожский металлургический комплекс, и проблема обеспечения металлургических предприятий квалифицированными кадрами была очень острой.
Первые выпуски были немногочисленными, но уже с 1933 года техникум ежегодно выпускал более 200 техников-металлургов, которые направлялись на только введённые в строй металлургические объекты.
Среди первых выпускников — Вирановский Виктор Владимирович — начальник ОТК «Запорожсталь», Подзерко Виктор Андреевич — начальник управления кадров и учебных заведений Министерства чёрной металлургии СССР, Ефименко И. Т., который почти 14 лет работал заместителем директора по учебной работе.
Расширение контингента студентов требовало новых учебных аудиторий, поэтому непосредственно на площадке «Запорожсталь» в 1934 году было открыто новое здание техникума.
Началась подготовка специалистов по вечерней форме обучения.
В период индустриализации техникум быстро развивался и рос численно, сплачивался педагогический коллектив. Открылись новые специальности с прокатного производства, оборудование заводов чёрной металлургии.
Большое внимание подготовке квалифицированных специалистов уделял директор Запорожского металлургического комбината Кузьмин А. Н., который впоследствии возглавил Министерство чёрной металлургии СССР. В честь выдающихся заслуг известного металлурга Постановлением Совета Министров СССР № 2233 от 24 ноября 1954 года Запорожскому металлургическому техникуму было присвоено имя Анатолия Николаевича Кузьмина.
На 11-м выпуске молодых специалистов техникум временно прекратил свою деятельность — началась Великая Отечественная война. Большинство выпускников, преподавателей, сотрудников и студентов техникума ушли на фронт. Более 1000 выпускников за подвиги удостоены государственных наград.
За период оккупации здания техникума были разрушены и сожжены, коллектив техникума распался. После освобождения Запорожья техникум восстановил свою работу. Он располагался в 4 аудиториях средней школы № 40 и был филиалом Днепропетровского индустриального техникума. Первые учебные послевоенные годы проходили в очень сложных условиях. С 1 сентября 1944 года директором техникума был назначен Несонов И. А. Занятия проводились в неотопливаемых помещениях, не было учебников, тетрадей, преподавательские кадры имели низкую квалификацию. Очень часто ученики отвлекались от занятий на строительные работы для обновления металлургических предприятий.
В 1946 году техникум стал самостоятельным учебным заведением, фактически получив второе рождение. Директором был назначен Чемодуров В. Н. Техникум разместился в помещении пожарной части, возле железнодорожного пути.
В 1949 году в техникуме было открыто отделение цветных металлов. Началась подготовка специалистов по производству глинозёма, электролиза алюминия.
Возглавил отделение Папивин Николай Семёнович, который затем стал директором Запорожского алюминиевого техникума.
В 1951 году директором был назначен Силенко Николай Стефанович, который работал на этой должности почти 16 лет. Он участвовал в выборе участка, согласования проекта и строительства на берегу Днепра учебного корпуса. Строительство началось в 1954 году, а 1 октября 1959 новый учебный корпус был открыт.
Почти втрое вырос контингент студентов и преподавателей техникума. Начался новый этап создания современной материальной базы, методического обеспечения. Благодаря настойчивой и целенаправленной работе заместителя начальника управления учебными заведениями Министерства чёрной металлургии Украины Молчанова Ивана Васильевича лаборатории техникума достаточно быстро пополнились современным оборудованием, техническими средствами обучения.
Новым этапом в развитии металлургического техникума стало Постановление Кабинета Министров Украины от 22.05.1997 № 526 «О совершенствовании сети высших и профессионально-технических учебных заведений», согласно которому техникум был ликвидирован, а на его месте был создан металлургический техникум Запорожской государственной инженерной академии без права юридического лица. На сегодняшний день металлургический техникум ЗГИА является одним из крупнейших учебных заведений
Запорожской области, который готовит молодых специалистов на основе договоров о целевой подготовки по 17 промышленными предприятиями г. Запорожье.
Кстати, ЗГИА начала свою деятельность 15 декабря 1959 с вечернего факультета Днепропетровского металлургического института в аудиториях металлургического техникума. Большую работу по совершенствованию учебно-воспитательного процесса провели заслуженные преподаватели Украины Курганова Т. К., Гусарова Р. Пользуются заслуженным уважением среди выпускников техникума мастера педагогического дела Бакланов М. П., Ефименко И. Т., Ермолаева З. М., Садохина А. Е., Руденко В. В., Телятник В. В. и другие.
За годы деятельности техникума подготовлено более 28 тысяч специалистов 19 специальностей для металлургических предприятий. Множество рабочих предприятий «Запорожсталь», «Днепроспецсталь», «Запорожский завод ферросплавов» — выпускники техникума. Например, выпускники колледжа по состоянию на 2019 год составляли одну шестую часть работников Запорожстали.
Многие выпускники после техникума продолжили своё обучение в высших учебных заведениях и стали руководителями предприятий, научными работниками, заслуженными металлургами, высококвалифицированными специалистами в этой области.
46 выпускников стали орденоносцами, 5 выпускников — лауреатами Ленинской и Государственных премий.
Гордость техникума — выпускники 1958 года: Орлов Владимир Александрович — Герой Социалистического труда, почётный металлург, депутат Верховного Совета СССР; Проскурин Егор Павлович — дважды орденоносец, заслуженный металлург УССР, делегат съездов. Более 50 выпускников удостоены звания «Заслуженный металлург УССР» и «Почётный металлург УССР».
Выпускник техникума Ольховой Василий Силыч был заместителем директора «Запорожстали», директором курсов стипендиатов ООН, Билан В. Д. — председателем правления Запорожского ферросплавного завода, Волков В. Ф. — главным инженером ЗЗФ, Манусов П. Н. — заместителем главного инженера завода «Днепроспецсталь», Малышев Игорь Петрович — генеральным директором ОАО «Запорожогнеупор», Яценко В. Ф. — главным инженером Череповецкого металлургического завода, Андрей Жук — директор по инжинирингу комбината «Запорожсталь».
70-80-е годы XX в. были годами наиболее интенсивного развития техникума. В 1971 году, учитывая потребности региона, начата подготовка специалистов по транспортным специальностям: «Тепловозное хозяйство» и «Организация перевозок и управление движением на железнодорожном транспорте». Более 50 % выпускников направляется на обслуживание БАМа.

## Специальности
Колледж осуществляет подготовку специалистов по образовательно-квалификационному уровню «младший специалист» на дневной и заочной формах обучения по государственному заказу и на контрактной основе по следующим специальностям:
- Производство стали и ферросплавов;
- Обработка металлов давлением;
- Обслуживание и ремонт оборудования металлургических предприятий;
- Монтаж и эксплуатация электрооборудования предприятий и гражданских сооружений;
- Организация перевозок и управление на железнодорожном транспорте;
- Техническое обслуживание, ремонт и эксплуатация тягового подвижного состава (только дневная форма обучения).

## Отделения
- Механико-Металлургическое
- Транспортно-Электротехническое
- Заочное

## Материально-техническая база
Металлургический колледж размещается в двух учебных корпусах, в которых расположены аудитории, мастерские, кабинеты и лаборатории, два спортзала, библиотека и читальный зал, буфет и столовая, актовый зал.
Колледж имеет общежитие на 200 мест, который полностью обеспечивает проживание всех студентов, нуждающихся в жилье. В здании общежития на 2-м и 3-м этажах расположены учебные кабинеты, лаборатории транспортных дисциплин, медицинский пункт, стоматологический кабинет, изолятор, стрелковый тир с огневой зоной 25 м и другие бытовые и вспомогательные помещения.
Учитывая специфичность работы металлургов, немало внимания уделяется спортивно-массовой работе. По традиции на высоком уровне проводится в колледже спортивно-оздоровительная работа, которая включает как внутренние мероприятия, спортивные праздники и соревнования, так и городские, областные, международные турниры в командных и силовых видах соревнований. Под руководством С. А. Крыжко реализуется комплекс мероприятий, обеспечивающий достижение устойчивых высоких спортивных результатов.

## Спортивные достижения
Спортивная команда техникума 14 лет подряд занимала первое место среди ВУЗОВ I—II уровней аккредитации Запорожской области.
В двух спартакиадах, проводимых ЦК профсоюзов трудящихся металлургической и горнодобывающей промышленности Украины среди ВУЗОВ I—II уровней аккредитации, команда техникума занимала первое место. Благодаря спонсорской помощи ОАО «Запорожсталь» баскетбольная команда техникума в 2005 году принимала участие в Европейском международном чемпионате молодёжных любительских команд учебных заведений и стала чемпионом.